# Kinderbrille
Eine Kinderbrille ist ein optisches Hilfsmittel zur Korrektur von Brechungs- und Stellungsfehlern der Augen bei Säuglingen, Klein- und Schulkindern sowie Jugendlichen. Sie muss ganz eigenen Anforderungen an Material, Verarbeitung, Größe, Tragekomfort und vor allem Akzeptanz gerecht werden. Kinderbrillen unterscheiden sich deshalb in vielerlei Hinsicht von denen Erwachsener. Laut Aussage des Berufsverbands der Augenärzte Deutschlands (BVA) und der Deutschen ophthalmologischen Gesellschaft (DOG) benötigen etwa 20 % aller Kinder eine Brille. Andere Quellen sprechen von über 30 %.

## Verordnungskriterien
Die Verordnung einer Brille im Säuglings- oder Kindesalter hat fast immer einen medizinisch-therapeutischen Hintergrund. Fehlsichtigkeiten, wie Weitsichtigkeit, Kurzsichtigkeit oder Stabsichtigkeit, können die normale Entwicklung des Sehens in frühster Kindheit beeinträchtigen und müssen rechtzeitig mit einer entsprechenden Brille korrigiert werden. Ansonsten droht eine irreversible Schwachsichtigkeit (Amblyopie), die später auch mit einer optimalen Brillen- oder Kontaktlinsenkorrektur nicht mehr zu heilen ist.

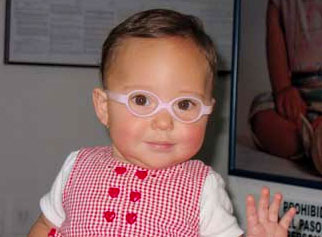
Gut sitzende Kinderbrille aus Vollkunststoff

Ein weiteres Kriterium für die umgehende Versorgung mit einer Brille ist eine drohende oder bereits vorhandene Schielerkrankung. Hier ist die Gefahr einer Amblyopie wegen des Nichtgebrauchs des schielenden Auges (Supression) noch höher. Dieses Risiko besteht selbst bei voll entwickelter Sehschärfe noch bis zum Beginn der Pubertät. Zudem kann die Brille in manchen Fällen die Stellung der Augen und somit das beidäugige Sehen beeinflussen, weshalb eine möglichst frühzeitige Korrektur erforderlich ist. Hierfür besitzen Brillengläser in bestimmten Fällen eine so genannte prismatische Wirkung, die den Strahlengang des Lichts durch das Brillenglas verändert. Diese Eigenschaft kann erreicht werden, indem man ein Prisma direkt in ein Glas einarbeitet oder es mittels einer jederzeit entfernbaren Folie auf das Glas aufklebt.
Auch bei älteren Kindern und Jugendlichen, die nicht an einer Schielerkrankung leiden, kann eine Brillenkorrektur notwendig sein. Bei einer bestehenden Kurzsichtigkeit nimmt die Sehschärfe bei zunehmender Entfernung des gerade fixierten Gegenstandes ab. Bei einer Weitsichtigkeit ist häufig das Sehen in der Nähe unzureichend und es treten Beschwerden in Form von Kopfschmerzen, Müdigkeit, brennenden Augen und Konzentrationsmangel usw. auf. Man fasst diese Art der Beschwerden unter dem Begriff Asthenopie zusammen. Sie können unter anderem durch übermäßige so genannte Akkommodation ausgelöst werden. Dieser Mechanismus dient üblicherweise der Einstellung des Auges auf unterschiedliche Objektentfernungen, kann jedoch ebenso zur Kompensation einer bestehenden Weitsichtigkeit genutzt werden. Bei einer Stabsichtigkeit (auch: Hornhautverkrümmung) ist die Entfernung kaum von Relevanz, und die Sehschärfe ist in jeder Distanz reduziert. Außerdem ändern sich die optischen Verhältnisse der Augen mit dem Wachstum und der Entwicklung der Kinder. Es ist deshalb nicht ungewöhnlich, wenn ein Kind beispielsweise erst mit 10 oder 12 Jahren die erste Brille bekommt, auch wenn zuvor durch regelmäßige Kontrollen eine Fehlsichtigkeit stets ausgeschlossen werden konnte.
Eine Brille ist bei Kindern demnach unabhängig vom Alter erforderlich, wenn:
- eine refraktionsbedingte (durch Fehlsichtigkeit verursachte) Verminderung der Sehschärfe in Ferne und/oder Nähe vorliegt,
- höhergradige Fehlsichtigkeiten bestehen, auch wenn sie nicht direkt zu einer Sehschärfenverschlechterung führen,
- asthenopische Beschwerden auftreten, die durch eine geeignete Korrektur reduziert oder gar beseitigt werden oder
- eine Schielerkrankung droht beziehungsweise bereits vorliegt.[3][6][7][1]

## Brillenglasbestimmung
Kinderbrillen werden wie andere Brillen durch einen Augenoptiker angefertigt und ausgeliefert. Zuvor sind zur Ermittlung der Brechkraft und Gläserstärke bestimmte augenärztliche Untersuchungen (objektive und subjektive Refraktionsbestimmung) notwendig. Zumindest bei der erstmaligen Durchführung der objektiven Refraktionsmessung muss diese mit speziellen Augentropfen zur kurzfristigen Erweiterung der Pupille (Mydriasis) und Ausschaltung der Akkommodation (Zykloplegie) vorbereitet werden. Nur so können gerade bei Kindern die tatsächlichen Werte einer Fehlsichtigkeit (Ametropie) exakt bestimmt werden, da ansonsten der unwillkürlich einsetzende Akkommodationsimpuls die Messung in erheblichem Maße verfälschen könnte.
Gegebenenfalls ist noch eine weitere Untersuchung der subjektiven Refraktion notwendig, um die endgültigen Brillenwerte zu bestimmen. Sollte zudem eine Prismenverordnung notwendig sein, werden für die Ermittlung der Prismenstärke und Basislage weitere spezielle Untersuchungen durchgeführt. Alle ermittelten Werte werden in ein Brillenrezept eingetragen, das dem Augenoptiker zur Anfertigung der Gläser übergeben wird.

## Eigenschaften
Die Ausstattung und Qualität von Kinderbrillen ist von Produkt zu Produkt unterschiedlich. Allgemein erfüllen sie jedoch die Grundanforderungen hinsichtlich der typischen Aktivitäten, Beschäftigungen und des erhöhten Bewegungsdranges in allen Belangen der Haltbarkeit, Funktionalität und Sicherheit. Sie sind ein Hilfsmittel, das gewisse Einschränkungen mit sich bringt. Zu Beginn werden sie als Fremdkörper empfunden und verkleinern in gewisser Weise das Gesichtsfeld. Eine schlecht sitzende oder drückende Brille wird nur selten toleriert und ungerne getragen, da sie beim Spielen oder auch in anderen Situationen eher hinderlich ist. Eine optimale Kinderbrille wird deshalb die offensichtlichen Nachteile mit positiven Eigenschaften ausgleichen.

### Gläser
|                      |                |
| +3,00 dpt: zu schwer | +3,00 dpt: gut |

Die Größe der Brillengläser wird in erster Linie durch die Brillenfassung vorgegeben. Durchmesser von etwa 23 bis 35 Millimetern sind bei Kindern ausreichend. Je kleiner bei der Fertigung die Rohlinge für die späteren Brillengläser gewählt werden, desto geringer fällt ihr Gewicht aus, und die gesamte Brille wird leichter. Ein hoher Prozentsatz der Gläser in Kinderbrillen wiegt weniger als 10 Gramm.
In der Regel bestehen Brillengläser aus Mineralglas. Durch die Wahl von Kunststoffgläsern (CR-39) wird das Gewicht nochmals reduziert. Kunststoff hat den Vorteil der Bruchsicherheit, verkratzt jedoch deutlich schneller als Glas. Dagegen helfen spezielle Lackhärtungen, die jedoch von den Krankenkassen nicht bezahlt werden.
Hochbrechende Gläser sind bei gleicher Stärke dünner als normale Standardgläser und erzielen bei höhergradigen Fehlsichtigkeiten einen kosmetisch positiveren Effekt beim seitlichen Blick auf die Brille. Aus medizinischer Sicht bieten sie jedoch keine Vorteile.
Tönungen reduzieren den Lichteinfall und können dadurch die Sehschärfe verschlechtern. Deshalb sind sie für Kinder nur in Ausnahmefällen sinnvoll.
Entspiegelungen verringern störende Lichtreflexe auf dem Brillenglas und sorgen so für ein angenehmeres Sehen, insbesondere unter künstlichen Beleuchtungsverhältnissen. Für Kinderbrillen ist eine einfache Entspiegelung ausreichend. Die Zusatzkosten hierfür müssen selbst getragen werden.

### Fassung

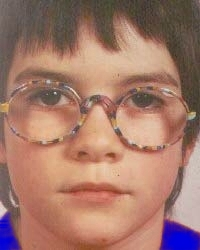
zu groß, rutscht
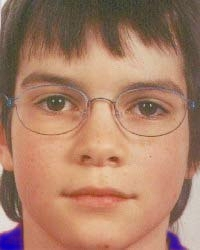
gut
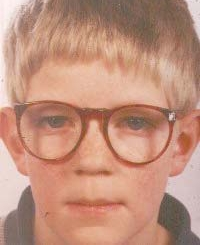
zu schwer, drückt
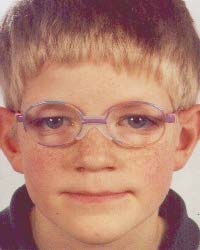
gut

An die Fassung einer Kinderbrille werden besondere Anforderungen an Material und Aussehen gestellt. Eine optimale Kinderbrille ist leicht und flexibel, dabei aber auch sehr stabil und haltbar. Sie sitzt gut und fest ohne zu drücken und erfüllt die Ansprüche des Kindes hinsichtlich ihres Designs und ihrer Form.
Das Material der Fassung ist ein wichtiges Kriterium für Verträglichkeit und Haltbarkeit. Üblicherweise werden unterschiedliche Metalllegierungen oder Kunststoffe verwendet, die den hohen Anforderungen gerecht werden. Kommt es beim Tragen zu allergischen Reaktionen oder sind bereits vorher Allergien gegen bestimmte Substanzen bekannt, muss dem durch eine entsprechende Materialwahl oder spezielle Beschichtungen entgegengewirkt werden. Hier bieten die Hersteller eine Reihe von Lösungen. Besonders flexible und haltbare Fassungen, die fast nach Belieben problemlos verbogen werden können und durch die Materialeigenschaften wieder selbstständig in ihre ursprüngliche Form zurückfedern, werden aus einer Kombination aus Titan und Stahl hergestellt.
Die Größe der Fassung richtet sich nach der Gesichtsgröße, der Größe der Augenhöhle (Orbita) und dem bestehenden Augenabstand. Die äußeren Begrenzungen sollten nach oben hin unter den Augenbrauen enden und diese noch sichtbar lassen, was wichtig für den mimischen Gesichtsausdruck ist. Nach unten befinden sie sich im Grenzbereich zwischen Lid- und Wangenhaut, ohne auf den Wangenknochen aufzuliegen. Zur Seite reichen sie maximal bis zum Rand der Schläfen. Je kleiner die Fassung gewählt wird, umso geringer sind die damit verbundenen Einschränkungen. Besonders das Auftreten von Gesichtsfeldeinschränkungen bei höheren Kurz- und Weitsichtigkeiten kann durch eine kleinere Fassung und nah an den Augen liegenden Gläsern auf ein Minimum reduziert werden. Sie muss jedoch groß genug sein, um ggf. ein Darüberschauen bei Aufblick zu verhindern.
Die Fassung wird unter Einhaltung strenger Zentriervorschriften (RAL-RG 915) exakt gearbeitet, damit die Glasmitte und somit die Lage des optischen Mittelpunkts der Brillengläser genau dem Pupillenmittelpunkt entspricht. Der Mittenabstand (MA) der Fassung muss dabei genau dem Abstand der Augen (Pupillardistanz=PD) voneinander entsprechen (MA=PD).

### Bügel

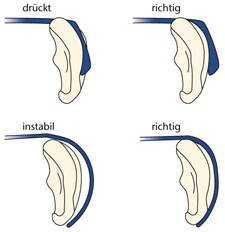
Sitz von Brillenbügeln

Brillenbügel müssen lang genug sein, um keine Druckstellen hervorzurufen, dabei jedoch einen festen Sitz gewährleisten. Um einem ausgeprägteren Bewegungsdrang gerecht zu werden, werden für Kinderbrillen oft spezielle Bügel angeboten, die hinter dem Ohr bis fast zum Ohrläppchen reichen und mit einem elastischen Anteil für einen sicheren Halt sorgen. Sie werden Gespinst-, Imperial-, Glieder- oder Sportbügel genannt und finden sich nicht selten an den Sportbrillenfassungen Erwachsener. Gegen mögliche Druckstellen oder allergische Reaktion hilft oft ein Kunststoffüberzug an dem flexiblen Teil, der hinter dem Ohr verläuft.
Eine weitere Variante, die einen festen Sitz gewährleistet, ist ein elastisches Gummiband, das an zwei geraden, nicht gebogenen, Bügeln befestigt ist und hinter dem Kopf entlangführt.
Die Bügel sind im Allgemeinen mit kleinen Scharnieren an der Fassung befestigt. Das sich hier bietende Potential an Verletzungsgefahr können Kunststoffkappen reduzieren, die über die Scharniere gezogen werden. Zudem ist es möglich, die ab einer Öffnungsweite von etwa 90 Grad meistens steifen Bügel mit Federscharnieren auszustatten, die eine Bewegung über den rechten Winkel hinaus möglich machen und so für mehr Haltbarkeit und Flexibilität sorgen.
Für Säuglinge und Kleinkinder gibt es Vollkunststofffassungen, die mit Bügeln ohne Scharniere ausgestattet sind und durch ein Gummiband gehalten werden. Es ist dabei möglich, die Brille in ein Häubchen einzuarbeiten, damit sie das Kind nicht herunterreißen kann.

### Nasensteg

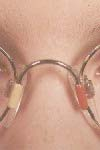
Seitensteg
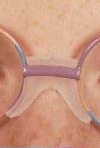
Sattelsteg

Die Nase trägt einen großen Teil des Brillengewichts. Um ein Rutschen oder die Entstehung von Druckstellen zu vermeiden, ist die Auflagefläche des Nasenstegs deshalb entsprechend groß. Bei Kindern ist der Nasenrücken noch nicht voll ausgebildet (Epikanthus). Um diesem anatomischen Umstand Rechnung zu tragen, gibt es spezielle, aus Kunststoff gefertigte Sattelstege oder Schlaufenstege, die eine breite und das Gewicht gleichmäßig verteilende Auflagefläche bieten. Zudem können sie vom Augenoptiker in gewissen Grenzen geformt und angepasst werden. Eine noch bessere individuelle Anpassung an den Nasenrücken bieten Seitenstege mit unterschiedlich festen Pads, die wiederum leichter verbiegen können und Verschleißteile darstellen. Sie müssen deshalb in gewissen Abständen gewechselt werden.

## Akzeptanzkriterien und Motivation
Die erste Brille ist für Kinder (wie für Erwachsene) in der Regel mit einer gewissen Zeit der Eingewöhnung verbunden. Ursache neben dem ungewohnten „Fremdkörper“ sind vor allem die veränderten visuellen Eindrücke. Zudem wird die Akzeptanz deutlich sinken, wenn eine Kinderbrille das Gesicht verfremdet oder gar verunstaltet.
Kinder sind selten abgeneigt, eine Brille zu tragen, wenn sie ihren Bedürfnissen entspricht. Es hat sich deshalb als vorteilhaft erwiesen, wenn sie im Rahmen der Empfehlungen ihre Brillen selbst aussuchen dürfen. Hinzu kommt eine Assoziation zum Erwachsenwerden, was sich in Verbindung mit einer positiven Einstellung der Eltern gegenüber einer Brille als weiteres Akzeptanzkriterium erwiesen hat.
Da mit einer Brille in erster Linie Fehlsichtigkeiten korrigiert werden, steigt mit ihnen in gewissem Maße die Sehschärfe. Es besteht also für Kinder eine unmittelbar erkennbare Verbesserung, die eine intensive Überredung zum Tragen der Brille in den meisten Fällen überflüssig macht. Dies ist jedoch nicht zwangsläufig und bei allen Arten von Brechungsfehler so. Es gibt durchaus Fälle, bei denen Kinder mit einer neuen Brille nicht viel besser sehen, manchmal sogar schlechter als ohne die neue Korrektur. Dies liegt daran, dass sich die Augen in bestimmter Hinsicht erst an die Brille gewöhnen müssen. Ein zuvor darüber geführtes Gespräch kann Kinder auf solch eine Situation vorbereiten. Sie wird durch konsequentes Tragen der Brille ohnehin in einigen Stunden bis wenigen Tagen verschwunden sein.
Kinderbrillen können sehr vielen Belastungen standhalten, um die gewohnte Bewegungsfreiheit des Kindes nicht über Gebühr einzuschränken. Sie werden gleichwohl nach einer gewissen Zeit unter der intensiven Nutzung leiden. Vorhaltungen seitens der Eltern sind in solchen Situationen zu vermeiden, da sie aller Erfahrung nach die Akzeptanz deutlich verringern. In den meisten Fällen kann der Augenoptiker viele Blessuren und kleinere Schäden wieder richten.
Nur in Ausnahmen muss eine Kinderbrille lediglich zeitweise getragen werden. Die Regel ist eine dauerhafte Benutzung der Korrektur, worüber die Kinder wahrheitsgemäß informiert werden sollten.
Kinderbrillen bergen kein höheres Verletzungsrisiko bei Sport und Spiel. Genau das Gegenteil ist der Fall. Es hat sich gezeigt, dass sie eher vor Verletzungen schützen, als diese herbeizuführen. Wenn Kinder jedoch sehr intensiv eine bestimmte Sportart betreiben, sollten sie eine hierfür geeignete spezielle Sportbrille tragen.

## Kontrollen
Regelmäßige Kontrollen der Kinderbrillen sind aus zweierlei Gründen erforderlich. Zum einen wird eine intensive Nutzung öfter dazu führen, dass die Fassung verbogen oder die Gläser verkratzt sind. Da ein optimaler Sitz und eine bestmögliche Abbildungsqualität unerlässlich sind, werden entsprechende Kontrollen nicht zu vermeiden sein. Zum anderen ändern sich durch die Entwicklung und das Wachstum der Kinder die optischen Brechungsverhältnisse der Augen. Dies führt dazu, dass die einmal ermittelte Glasstärke nach einem bestimmten Zeitraum nicht mehr den aktuellen Erfordernissen entspricht und angepasst werden muss. Die zeitlichen Abstände, in welchen dies geschieht, sind individuell verschieden und hängen mit anderen Befunden zusammen. Wenn seitens des Augenarztes keine andere Weisung erfolgt, ist nach der Erstverordnung einer Brille eine Kontrolle in 6–8 Wochen notwendig, um zu prüfen, ob die medizinischen und funktionellen Erwartungen erfüllt sind. Weitere Kontrollen sind in regelmäßigen Abständen nach Absprache vorzunehmen. Liegt eine Amblyopie oder Schielerkrankung vor, werden Brillenkontrollen im Rahmen der augenärztlichen Untersuchungen durchgeführt werden können. Ansonsten ist für die Prüfung der Brille und Sehschärfe der regelmäßige Besuch bei einem Augenoptiker empfehlenswert. Wird festgestellt, dass sich die Augen in deutlichem Maße verändert haben, sollte eine erneute Brillenglasbestimmung, ggf. wieder unter Verwendung von Augentropfen, bei einem Augenarzt erfolgen.

## Kosten und Versorgungsleistungen der Krankenkassen
Die Kosten der Anfertigung einer Kinderbrille richten sich nach Qualität und Ausstattung. So gibt es gewisse Standards, die sich mit geringerem finanziellen Aufwand realisieren lassen, wohingegen aufwändige Verarbeitung oder spezielle Materialien höhere Ausgaben nach sich ziehen.

### Deutschland
Die Kosten für eine Kinderbrille werden in Deutschland von den Krankenkassen nicht vollständig und altersabhängig bis zur Vollendung des 18. Lebensjahres nur im Rahmen unterschiedlicher pauschaler Festbeträge übernommen.
Die Gesetzliche Krankenversicherung (GKV) in Deutschland unterscheidet in der Kostenfrage nach Gläsern und Fassungen. Die Kosten für die Fassung werden von ihr nicht übernommen, die von Gläsern bis längstens zur Vollendung des 18. Lebensjahres lediglich im Rahmen eines pauschalen Festbetrags, der sich am Alter des Kindes und den Glasstärken orientiert. Handelt es sich nicht um eine erstmalige Versorgung, sondern um eine Wiederverordnung, besteht nach Vollendung des 14. Lebensjahres nur dann ein Anspruch auf Kostenübernahme, wenn sich die Glasstärke gegenüber der letzten Verordnung um mindestens 0,5 Dioptrien verändert hat. Reparaturkosten werden von den Krankenkassen übernommen.
Die Kosten für Kunststoffgläser wurden eine Zeit lang nur bei Vorschulkindern getragen. Mit Beschluss vom 16. Oktober 2008 hat jedoch der Gemeinsame Bundesausschuss, das höchste Gremium der gemeinsamen Selbstverwaltung im deutschen Gesundheitswesen, durch eine Überarbeitung der Hilfsmittel-Richtlinie für eine verbesserte Versorgung von Kindern mit Sehhilfen zu Lasten der Gesetzlichen Krankenversicherung gesorgt. In dem Beschluss wurde zum einen der Verordnungsausschluss von Trifokalbrillen, Gleitsichtbrillen und hochbrechenden Gläsern weitgehend abgeschafft und den Markterfordernissen angepasst. Zudem können nun bei geringgradigen Fehlsichtigkeiten Kunststoffgläser auch über das Vorschulalter hinaus rezeptiert werden.
Private Krankenversicherungen (PKV) bieten zudem verschiedene Angebote zur Übernahme der (zusätzlichen) Kosten von Kinderbrillen.

### Schweiz
In der Schweiz wurden die Kosten für Brillengläser in Höhe eines festgelegten Einheitsbetrages von der Grundversicherung bis zum Jahr 2010 übernommen. Nachdem mit Inkrafttreten der Mittel- und Gegenstände-Liste (MiGeL) vom 1. Januar 2011 das Schweizer Bundesamt für Gesundheit (BAG) die Kostenübernahme ersatzlos gestrichen hatte, werden ab dem Juli 2012 für Patienten bis zum vollendeten 18. Lebensjahr Brillengläser und Kontaktlinsen wieder bis zu einer Höhe von CHF 180 jährlich übernommen (Stand 1. Juli 2023).

### Österreich
In Österreich fallen Brillen unter die sogenannten Heilbehelfe. Zuzahlungen für Brillen werden in bestimmter Höhe von den Gebietskrankenkassen (GKK) übernommen, wenn diese höher sind als 60 % der Höchstbeitragsgrundlage für den Kalendertag (2005: Euro 72,60). Dabei fällt für Kinder bis zum 15. Lebensjahr keine Kostenbeteiligungen an, für Kinder über 15 Jahre die Mindestkostenbeteiligung von 20 % der Höchstbeitragsgrundlage. Trifokal- und Gleitsichtbrillen dürfen von den gesetzlichen Krankenkassen nicht bezahlt werden.

## Brillenentsorgung
Gerade bei Kinderbrillen ist die Nutzungsdauer durch Körperwachstum und Verschleiß begrenzt. Kinderbrillen, die nicht mehr getragen werden, können mit dem Hausmüll entsorgt werden, da die verwendeten Materialien keinerlei belastende Stoffe enthalten. Alternativ können sie bei einem Augenoptiker abgegeben werden, der sie beispielsweise als Spende weiterleitet. Jährlich werden in Deutschland allein vom Zentralverband der Augenoptiker (ZVA) etwa 35.000 bis 40.000 nicht mehr benutzte Brillen für Länder der Dritten Welt gesammelt, darunter zahlreiche Kinderbrillen. Viele nationale und internationale Hilfsorganisationen haben entsprechende Projekte initiiert, um eine bessere Versorgung armer Bevölkerungskreise auf der Welt mit allen Arten von Sehhilfen zu ermöglichen.